# Moringua
Moringua es un género de peces anguiliformes de la familia Moringuidae.

## Especies
Se reconocen las siguientes especies:
- Moringua abbreviata
- Moringua arundinacea
- Moringua bicolor
- Moringua edwardsi
- Moringua ferruginea
- Moringua javanica
- Moringua macrocephalus
- Moringua macrochir
- Moringua microchir
- Moringua penni
- Moringua raitaborua